# Marele Sfinx de la Giza
Marele Sfinx de la Giza este o statuie gigantică din calcar, înfățișând un leu cu cap de om. Statuia face parte din ansamblul monumentelor de pe platoul Giza, fiind situat la vest de fluviul Nil. Chipul sfinxului este considerat a-l reprezenta pe faraonul Khafra. Monumentul măsoară 73 de metri în lungime, 20 de metri în înălțime și 19 metri în lățime.

## Construirea

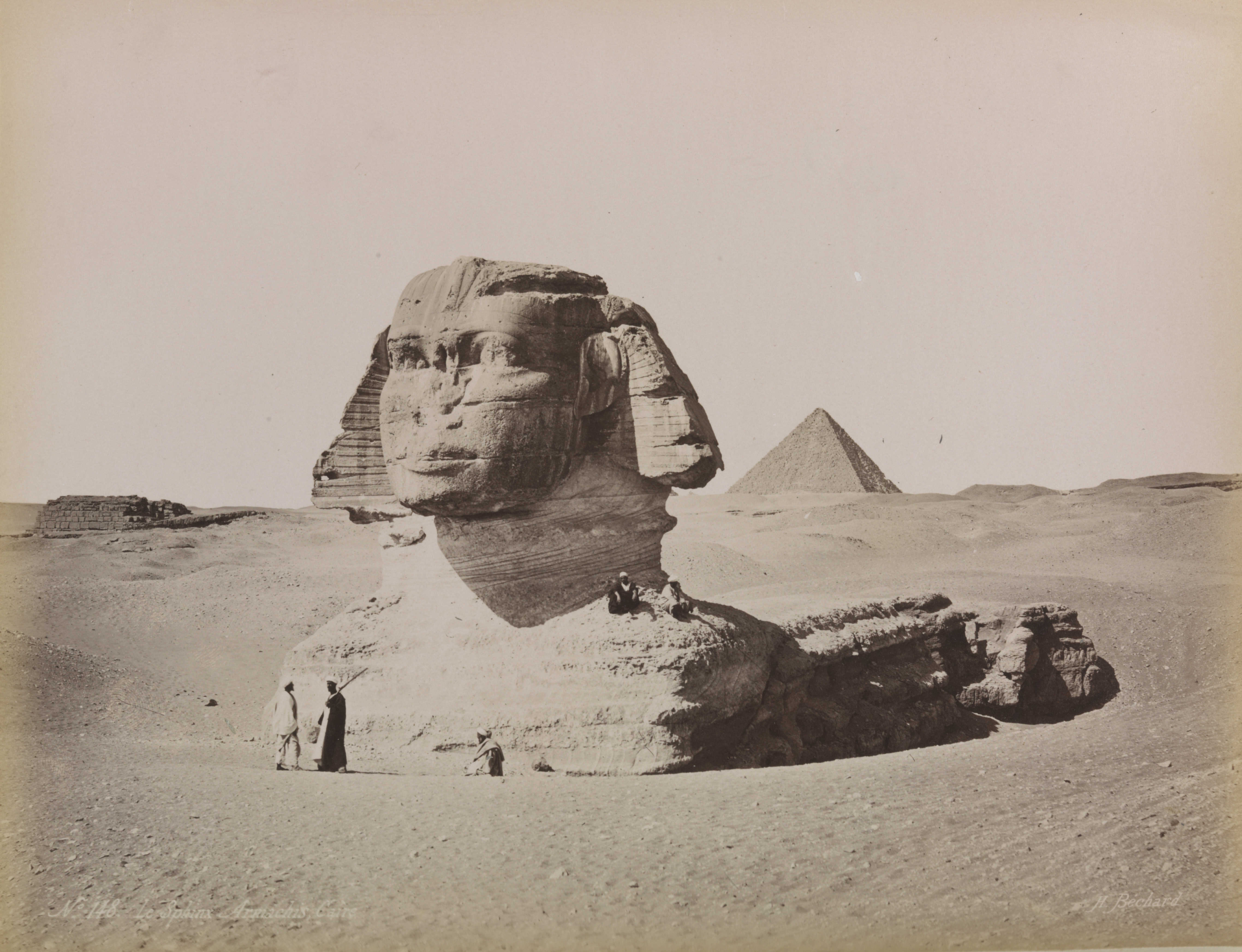
Marele Sfinx acoperit parțial de nisip, circa 1870

Pe Sfinx nu există nicio inscripție care să reprezinte anul construirii. Unii egiptologi cred că a fost construit de către faraonul Khafra, având înfățișarea acestuia. Ultimele teorii spun că Sfinxul a fost construit în timpul celei de a IV-a Dinastii de către Khafra (Khaf-Ra, Chefren, Kefren), în anul 2500 î.Hr., după construcția piramidei acestuia. Numele de Sfinx vine de la cuvântul grecesc sfingo care înseamnă „a strangula” și grecii l-au folosit pentru prima dată numind o creatură fabuloasă care avea capul unei fete, corpul unui leu și aripi de pasăre care își strangula victimele. Sfincșii au fie cap de berbec și corp de leu, cap de uliu și corp de leu sau capul unui rege sau zeu și corp de leu. „Marele Sfinx” de pe platoul de la Gizeh este o creatură care are capul unui rege (al lui Khaf-Ra, se crede) sau zeu și corp de leu. Ultima dintre teoriile referitoare la construirea Sfinx-ului este că acesta a fost construit de către regele Khaf-Ra (2558 - 2532 î,Hr.), regele celei de a IV-a dinastii. Khaf-Ra a fost unul dintre fiii lui Khufu (Cheops). Sfinxul se aliniază cu piramida lui Khafra la capătul drumului pietruit și se crede că ar fi fost construit pentru a păzi piramida faraonului. A fost de multe ori îngropat de nisipuri și se spune că, în jurul anului 1400 î.Hr. regele Thutmose III, pe vremea când era încă prinț, a mers la vânătoare și obosit, a adormit la umbra Sfinxului. Dormind, a visat că Sfinxul i-a vorbit și i-a cerut să-l dezgroape de sub nisipuri, ceea ce regele Thutmose a făcut și a și restaurat această construcție.
Un geolog, dr. Robert Schoch, a analizat formele de eroziune ale Sfinxului și a ajuns la concluzia că ele „sunt opera apei, a apei de ploaie”. În baza posibilității climatologilor de a calcula exact perioadele ploioase din trecut s-a ajuns la noi concluzii privind datarea Sfinxului. Se pare că roca ce alcătuiește celebra construcție a fost expusă eroziunii între 7000-5000 î.Hr., perioadă ce corespunde unor perioade ploioase din istoria Egiptului, ceea ce face Sfinxul mult mai bătrân decât afirmă majoritatea egiptologilor. (Lynn Picknet & Clive Prince, Conspirația Stargate p. 58)

## Descriere

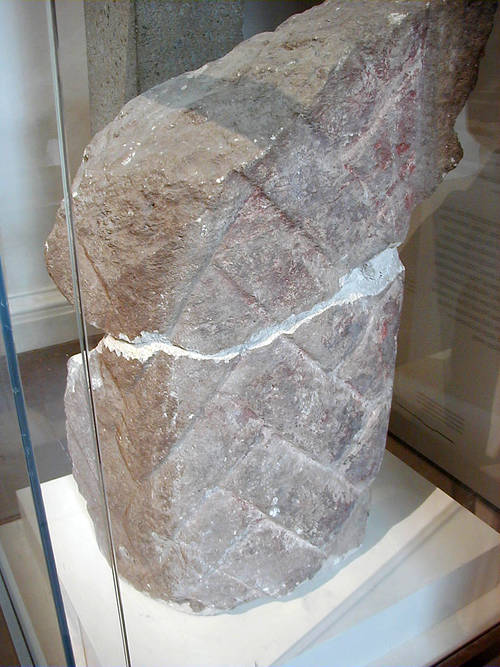
Fragmente din barba Sfinxului (British Museum)

Sfinxul are corpul unui leu și capul unui rege sau zeu. Capul are 6 m înălțime și 4 m lățime, iar numai ochii au 2 m înălțime. Nasul și barba lipsesc, doar barba fiind expusă la Muzeul Britanic. O istorie arabă din secolul al XV-lea (al cărei autor este egipteanul Taqi Al-Maqrizi) ne raportează că nasul a fost distrus de către un mistic sufi pe nume Muhammad Saim al-Dahr, supărat fiind pe faptul că egiptenii vremii, deși nu mai erau de mult păgâni, îl venerau și îi aduceau totuși ofrande, convinși fiind că fertilitatea adusă de Nil depinde de Sfinx. Arabii egipteni îl numesc "Abu Hol", adică "Tatăl Groazei", iar tăierea nasului, în pământ islamic, era considerată ca un semn de infamie. În trecut, statuia marelui Sfinx a fost pictată: roșu pentru față și corp și galben cu dungi albastre pentru cap. Sfinxul a fost construit pe locul unei cariere de piatră și se pare că a fost sculptat dintr-o singură bucată de calcar. Astăzi, statuia se fărâmițează din cauza vântului, umidității și a poluării din Cairo. 
Lucrare făurită în piatră sacră, Sfinxul este considerat o minune a lumii. Nici până în ziua de azi nu este elucidat misterul Marelui Sfinx.
„S-a sugerat că Sfinxul avea cap de leu, ceea ce are sens, dar, mai târziu, a fost redăltuit după chipul unui rege sau faraon. Teoria se bazează pe faptul că, în prezent, capul este prea mic față de trup. Cea mai mare parte a istoriei sale, Sfinxul a fost îngropat în nisip până la gât, așa că egiptenii din generațiile mai recente l-au putut sculpta fără să știe de trupul de leu îngropat. Lucru semnificativ, capul și fața Sfinxului sunt mai puțin erodate decât trupul, chiar dacă s-au aflat deasupra nisipului, sugerând că operația de remodelare a avut loc mult mai recent.” („Conspirația Stargate”, p. 56)

## Lucrări de restaurare
În 2014, experții au reparat fisurile apărute în unele blocuri de piatră din partea de nord a Sfinxului, instalate în timpul proceselor anterioare de restaurare din anii ’80. Ultimele lucrări au vizat reparații în zona gâtului și pieptului monumentului, care sunt și cele mai fragile. Blocurile de piatră din aceste zone au fost întărite cu un amestec de pietriș și var.

## Sfinxul reflectat în literatură

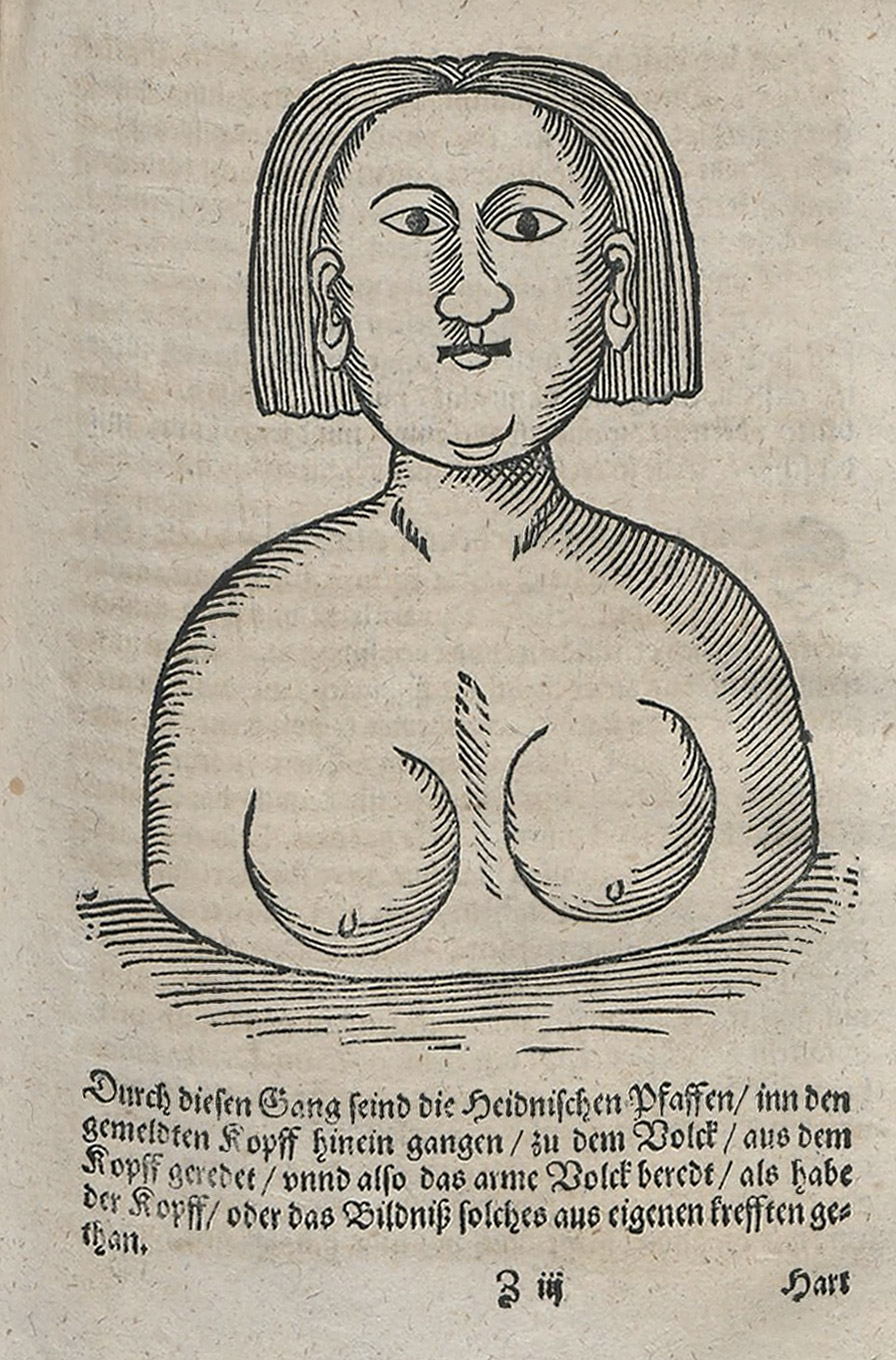
Ilustrația Sfinxului din jurnalul de călătorie al lui Johann Helffrich, 1589

În romanul său „Iosif și frații săi”, Thomas Mann pune în gura unui personaj o serie de întrebări privind Sfinxul. Iată una din ele:
De pildă... de ce natură era Sfinxul - bărbat sau femeie? Oamenii de pe aici îl numeau „Hor pe muntele luminii“ și socoteau că era chipul Stăpânului Soare, așa cum, de curând, socotise și Tutmes. Dar aceasta era o tâlcuire a timpurilor noi, care n-a fost totdeauna îndrituită, și chiar dacă dihania asta, întinsă în nisip, ar fi fost o întruchipare a Stăpânului Soare - s-ar fi știut mai mult despre natura sa? Aceasta, însă, era acoperită și ascunsă, prin însăși poziția sfinxului, în cazul că s-ar ridica în picioare, ar avea oare boașele taurului Merver din On, care se bălăbăneau cu măreție - sau s-ar dovedi că este de alcătuire femeiască, o leoaică fecioară?

## Pseudoistorie și teorii ale conspirației
Marele Sfinx de la Giza este subiect a numeroase teorii ale conspirației. Unii consideră că probabil a fost construit încă din era glaciară, probabil de către o altă civilizație mai veche și mai evoluată decât cea apărută după aceasta. Ei cred că multe inscripții arată imagini cu niște mașinării zburătoare, care construiau piramidele și Sfinxul.